# ルーベン・オリバレス 対 金沢和良戦
ルーベン・オリバレス 対 金沢和良戦（ルーベンオリバレス たい かなざわかずよしせん）は、1971年10月25日に名古屋市愛知県体育館で行われたプロボクシング世界バンタム級タイトルマッチである。同年度の日本ボクシング年間最高試合に選ばれた。

## エピソード
ビートたけし（当時24歳）の進路選択や生き方に強い影響を与えている。